# 1993 RP
1993 RP có thể là một thiên thể bên ngoài sao Hải Vương (TNO) với đường kính tới 70 kilômét (43 mi), thuộc vành đai Kuiper ở phần ngoài cùng nhất của hệ Mặt Trời. Tuy nhiên, thiên thể này chỉ có cung quan sát 2 ngày, khiến dữ liệu không đủ để cung cấp hầu như bất kỳ ý tưởng nào về quỹ đạo thực sự của nó. Nó được các nhà thiên văn học tại Đài thiên văn Mauna Kea quan sát lần đầu vào ngày 15 tháng 9 năm 1993, một đêm sau (385185) 1993 RO và một đêm trước (15788) 1993 SB.
Vào ngày phát hiện 15 tháng 9 năm 1993, người ta ước tính thiên thể này cách Trái Đất 34 đơn vị thiên văn (5,1×109 km) với độ không chắc chắn về khoảng cách là ±200 tỷ km. Trang web của Johnston liệt kê chung nó là một plutino, giống như Sao Diêm Vương, là những thiên thể nằm trên quỹ đạo cộng hưởng 2:3 với Sao Hải Vương.
Các thiên thể được quan sát ngắn như 1993 RP thường có nhiều quỹ đạo có thể phù hợp với tập dữ liệu rất nhỏ. 1993 RP có thể là một TNO/centaur hoặc là một tiểu hành tinh vành đai chính gần hơn với đường kính nhỏ hơn 100 lần. Ví dụ, 2004 PR107 từng được cho là một hành tinh lùn, nhưng hiện được biết đến như là một tiểu hành tinh nhỏ thuộc vành đai chính.
Tính đến năm 2018, độ không chắc chắn về khoảng cách của thiên thể này với Mặt Trời là ±7.000.000.000.000 kilômét (0,74 ly).